# Günter Hagedorn
Günter Hagedorn (* 3. November 1932 in Essen; † 7. August 2018 auf Korfu) war ein deutscher Sportwissenschaftler, Basketballtrainer, Sachbuchautor sowie Objektkünstler.

## Leben
Hagedorn studierte zunächst Sport an der Deutschen Sporthochschule in Köln. Germanistik, Pädagogik, Philosophie, Psychologie und Soziologie studierte er an den Universitäten in Köln und Heidelberg.
Der Diplom-Sportlehrer und promovierte Germanist war zunächst als Studienrat im Höheren Schuldienst für Sport und Deutsch tätig. 1968 wechselte er als Studienprofessor an die Deutsche Sporthochschule (DSHS) Köln. Der Basketballtrainer wurde 1974 als Sportwissenschaftler an die Universität Bremen und in der Folge, im Jahr 1985, an die Gesamthochschule Paderborn berufen. An der Universität-GH Paderborn war er weiter als Professor, bis zu seiner Emeritierung 1998, mit den Lehr- und Forschungsschwerpunkten Lernen und Bewegung, Spiele, Talent im Sport, Trainingswissenschaft und Wettkampflehre tätig. Günter Hagedorn war zuletzt Dekan des Fachbereichs 2 der Universität-GH Paderborn.

## Basketballtrainer
Als Trainer und Coach kam Günter Hadedorn zugute, dass er als Sportwissenschaftler hauptamtlich an der DSHS in Köln mit dem Leistungssport und den Entwicklungen des internationalen Basketballsports verbunden war. Die dort gewonnenen Erkenntnisse konnte er so in seine Arbeit einfließen lassen. Ende der 1960er Jahre war es Hagedorn, der als erster Coach im Bereich des Deutschen Basketball Bundes (DBB) die „raumorientierte Manndeckung“ spielen ließ – aggressiv, Druck auf den ballführenden Angriffsspieler ausübend, das Anspiel der vier weiteren Angreifer durch eine geeignete Raumabdeckung blockierend, dabei stets die Passwege kontrollierend, und, wenn es sein musste, über das gesamte Spielfeld verteidigend.

### TuS 04 Leverkusen
Hagedorn kam zur Spielzeit 1969/70, zusammen mit dem Spieler Helmut „Flatti“ Posern, vom Bundesligisten ATV Düsseldorf zum TuS 04 Leverkusen. Der TuS 04-Teammanager Engelbert Zimmer hatte zusammen mit Mannschaftskapitän Largo Wandel die „Werksmannschaft“ der Bayer AG von der Bezirksliga bis in die Bundesliga geführt. Nachdem sich in der ersten Bundesligaspielzeit 1968/69 die Basketballer des TuS 04, gut präsentiert hatten, blieb der Erfolg am Saisonende aus. 1969 spielten erneut der MTV Gießen und der VfL Osnabrück, die beiden Endspiele des Deutschen Basketball Bundes um Meisterschaft und Pokal. In der zweiten Bundesligaspielzeit des TuS 04, Bundesligasaison 1969/70, gelang dem neuen Coach mit dem „Bayer-Werksteam“ das erste „Double“ des bundesdeutschen Basketballs. Im Folgejahr, nach Ende der Bundesligasaison 1970/71, konnten erneut der Meistertitel und der DBB-Pokal gewonnen werden. Auch 1972 konnte im Finale die Meisterschaft erfolgreich verteidigt werden. Die Bilanz von Hagedorn nach vier Spielzeiten: drei Meistertitel, zwei Pokalsiege und die dreimalige Teilnahme an den FIBA-Europapokalwettbewerben der Landesmeister, deren konzeptioneller Mitbegründer der DBB-Bundestrainer Miloslav Kriz im Jahr 1957 war. Der Sportwissenschaftler, von seinen älteren Spielern „Doc“ genannt, arbeitete in Leverkusen mit Nationalspielern und späteren Olympiateilnehmern (München 1972) wie Dietrich „Didi“ Keller (vorher USC Mainz und nachher USC Heidelberg), Dieter Kuprella (vorher ASC Gelsenkirchen), Jochen Pollex (vorher und nachher SSV Hagen) und Norbert Thimm (Eintracht Dortmund, SSV Hagen und Real Madrid), die zu Beginn seiner Tätigkeit ebenfalls neu zum TuS 04 gekommen waren, zusammen. In Folgespielzeiten gehörten auch leistungsstarke Spieler aus der eigenen Jugend des TuS 04, wie die beiden Nationalspieler und späteren Leverkusener Basketballlegenden der 1970er Jahre, Reiner Frontzek und Rudi Kleen, oder die leistungsstarken Spieler aus dem Ausland, Dan Puscasiu oder John Ecker, zum von Hagedorn trainierten „Leverkusener Meisterteam“.

### Nationalmannschaft DBB
Günter Hagedorn arbeitete neben seiner Tätigkeit als Bundesliga-Headcoach auch als Honorartrainer des Deutschen Basketball Bundes (DBB), in der Funktion eines Assistenztrainers, mit den für den Herrenbereich verantwortlichen Bundestrainern Yakovos Bilek (bis 1968), Miloslav Kriz (1968 bis 1971) und Theodor „Torry“ Schober (1971 und 1972) zusammen. Zu seinen Hauptaufgaben gehörte in dieser Zeit auch das Stützpunkttraining der Spieler des vom Trainerrat des DBB, unter Leitung des Sportwartes Anton Kartak, zusammengestellten fünfzigköpfigen „Olympiakaders 1972“ in den Leistungszentren Köln und Heidelberg. Mit Miloslav Kriz bereitete er die Nationalmannschaften auf die Europameisterschaften 1969 und 1971 in Deutschland vor. 1969 konnte sich das „A-Team“ des DBB in Saloniki nicht für die FIBA-Europameisterschaft qualifizieren. 1971 entfiel die Qualifikation, da der DBB turnierausrichtender Gastgeber der Europameisterschaft 1971 war. Hagedorn war bei beiden FIBA-Turnieren Assistent des jeweils gesamtverantwortlichen Bundestrainers „an der Linie“.

### Basketball-Sachbuchautor
Hagedorn veröffentlichte Publikationen zum Thema Basketball. Das Standardwerk des deutschen Basketballsports, „Das Basketball-Handbuch“, schrieb er zusammen mit den Sportwissenschaftlern Dieter Niedlich, einem ehemaligen Basketball-Nationalspieler, und Gerhard Schmidt.

### Aus- und Fortbildung von Trainern
Besonders nach seiner Zeit beim TuS 04 Leverkusen Ende der 1970er Jahre war er noch einmal in der Basketball-Bundesliga als Trainer und Coach für den BC Giants Osnabrück tätig und engagierte sich im Aus- und Fortbildungswesen des DBB. 1980 war er einer der maßgeblichen Gründer des „vdbt“ (Verband Deutscher Basketball Trainer), dessen Vorsitzender er bis 1995 war.

## Objektkünstler auf Korfu
Nach seiner Emeritierung lebte Hagedorn als Künstler auf Korfu. Er gestaltete in seinem Atelier „Ungeheuer und Götter“, wie er sie beim Lesen der Heldensagen über Troja und Odysseus in der Fantasie erlebt hatte. Hagedorn konzentrierte sich auf zwei künstlerische Formen, Gebrauchsobjekte der Skulpturen zur räumlichen Gestaltung und Lichtkunst zur Raumbeleuchtung. Dabei arbeitete er bevorzugt mit Material, vor allem mit Edelstahl. 1991 begann Hagedorn ein Haus am Rand der Bucht von Agios Georgios zu bauen. Er war in zweiter Ehe mit der Schriftstellerin und Fotografin Ronnith Neumann verheiratet. Hagedorn stellte auf Korfu und in Deutschland unter dem Logo „KIR ART“ aus. Eine seiner Skulpturen ist auf Dauer im „Hans-Joachim-Höfig-Haus“ in Hagen (Westfalen), in der Hauptverwaltung des Deutschen Basketball Bundes, ausgestellt.
Hagedorn starb am 6. August 2018 auf Korfu.

## Veröffentlichungen
- mit Gero Bisanz und Helmut Duell: Das Mannschaftsspiel. Verlag Limpert, Frankfurt am Main 1972.
- mit Gerhard Schmidt und Walter Volpert: Der Schnellangriff im Basketball. Verlag Limpert, Frankfurt am Main 1972.
- mit Rolf Andresen: Zur Sportspiel-Forschung. Verlag Bartels & Wernitz, Berlin, München, Frankfurt am Main 1976, ISBN 3-87039-989-9.
- Mini-Basketball. Verlag Bartels & Wernitz, Berlin, München, Frankfurt am Main 1979, ISBN 3-87039-023-9.
- Basketball-Handbuch. (=Trainerbibliothek – Band 10), 4. Auflage, Bartels & Wernitz, Berlin, München, Frankfurt am Main 1980, ISBN 3-87039-998-8.
- mit Gerhard Schmid und Walter Volpert: Training im Mannschaftsspiel – Modelle und Forschungsergebnisse. Verlag Bartels & Wernitz, Berlin, München, Frankfurt am Main 1981, ISBN 3-87039-043-3.
- Wissenschaftliche Modelle zur Deutung der sportlichen Praxis. Verlag Hofmann, Schorndorf  1990, ISBN 3-7780-8031-8.
- mit Horst Lichte: Basketball-Technik. Rowohlt, Reinbek bei Hamburg 1991, ISBN 3-499-18685-3.
- Basketball – Handbuch. Theorie – Methode – Praxis. Offizielles Lehrbuch des Deutschen Basketball-Bundes. Rowohlt, Reinbek bei Hamburg 1993, ISBN 3-499-17624-6.
- mit Dieter Niedlich und Gerhard J. Schmidt: Das Basketball-Handbuch – offizielles Lehrbuch des Deutschen Basketball Bundes. Rowohlt Verlag, Reinbek bei Hamburg 1996, ISBN 3-499-19427-9.
- Sportspiele. Training und Wettkampf. Eine Trainings- und Wettkampflehre der großen Mannschaftsspiele. Rowohlt, Reinbek bei Hamburg 2000, ISBN 3-499-18634-9.